# Камавов, Динислам Даниялович
Динисла́м Дания́лович Кама́вов (род. 7 марта 1991 года, поселок Новый Сулак, город Кизилюрт, Республика Дагестан, Россия）— российский дагестанский профессиональный боец смешанных боевых искусств (ММА), Бронзовый призер 2015 года Чемпионата России по ММА в весовой категории до 70.3 кг, мастер спорта России по ММА, выступающий под эгидой FIGHT NIGHTS (FIGHT NIGHTS GLOBAL) и Gorilla Fighting Championship (GFC) в лёгкой весовой категории до 70,3 кг.

## Биография и карьера
Динисла́м Кама́вов родился 7 марта 1991 года в поселке Новый Сулак, город Кизилюрт (Республика Дагестан, Россия). По национальности — кумык.
Детство прожил в родном поселке Новый Сулак, город Кизилюрт.
В 2008 году Динислам закончил МКОУ "Гимназия № 5 им. А. А. Алиева. В школьные годы Динислам посещал секцию по футболу и секцию по волейболу. Выступал за сборную города Кизилюрт на соревнованиях по футболу и по волейболу.
В 2007 году Динислам записался в секцию по вольной борьбе в спортивный клуб им. Магомеднаби Базарганова, но посещал секцию не долго, через полгода Динислам перестал посещать секцию по вольной борьбе из-за поступление в Высшее учебное заведение.
После окончание гимназии, Динислам поступил в Дагестанский государственный технический университет на Инженерно-экономический факультет, по специальности — Экономика и управление на предприятии нефтяной и газовой промышленности. Тогда же Динислам переехал жить в г. Махачкала.
Во время учебы в университете, Динислам пришел в секцию боевого самбо, где тренировался под руководством заслуженного тренера России, Чемпиона Украины по дзюдо и самбо, старшего тренера сборной команды республики Дагестан по боевому самбо, отца и тренера чемпиона UFC в легком весе Хабиба Нурмагомедова, Абдулманапа Нурмагомедова и заслуженного тренера России по боевому самбо Расула Магомедалиева. Дальше, Динислам начал улучшать свои данные в партере, тренируясь в клубе Top Team, г. Махачкала.
В 2011 году Динислам выиграл Кубок Дагестана по ММА в весовой категории 70 кг.
В 2012 году Динислам выиграл мастерский турнир по боевому самбо, который проходил в г. Пятигорск.
В 2013 году, после окончания Дагестанского государственного технического университета, Динислам уехал в г. Москва, чтобы продолжить тренировочные сборы и показать свои результаты на соревнованиях Союза ММА России и на Чемпионате России по ММА.
В Москве Динислам тренировался под руководством заслуженного тренера России по боевому самбо, главного тренера бойцовского клуба «Спарта» (г. Москва) Магомеда Магомедова и заслуженного тренера России по боевому самбо Елесина Николая Анатольевича.
После успешных выступлений на соревнованиях Союза ММА России и на Чемпионате России по ММА, Динислам получил приглашение выступать за команду клуба «Крепость».
В настоящее время Динислам Камавов выступает за команду клуба «Крепость».
В 2014 году Динислам выиграл чемпионат Центрального федерального округа по ММА в весовой категории до 70,3 кг.
В 2014 году Динислам Камавов становится Бронзовым призером Чемпионата России по ММА в весовой категории до 70.3 кг.
В 2015 году Динислам Камавов становится чемпионом города Москвы по ММА в весовой категории до 70,3 кг.
В 2015 году Динислам Камавов становится Бронзовым призером Чемпионата России по ММА в весовой категории до 70.3 кг.
Рекорд Динислама Камавова на Чемпионате России по ММА составляет 6-2.
Более широкую известность Динислам Камавов получил благодаря успешным выступлениям за команду клуба «Крепость» на Клубном чемпионате России «Бойцовский клуб FIGHT NIGHTS», где одержал 2 победы удушающим приемом. После беспроигрышной серии из трех поединков, Камавов вничью подрался против еще одного российского спортсмена Султана Абдуразакова. Произошло это в финале Клубного чемпионата России. По итогам трех раундов судьи так и не смогли выявить победителя.
В настоящее время Динислам Камавов проходит подготовку на базе школы Единоборств им. Абдулманапа Нурмагомедова, которая находится в городе Махачкала.
Профессионально дебютировал в ММА Динислам в 2013 году в рамках турнира Steel Fist — Steel Fist Cup. Соперником Динислама был Хизри Магомедов. Динислам одержал уверенную победу во 2-м раунде техническим нокаутом (Удары руками).
Второй бой Динислама прошёл 22 февраля 2014 года на турнире MPF — Moscow Open Pankration Cup 2014. В первом же раунде Динислам победил Адилета Муктарова техническим нокаутом.
В третьем бою, на турнире SFC — Legacy of Sparta 1, где его соперником выступал Александр Задавский, Камавов победил в первом раунде техническим нокаутом (Удары руками).
Четвёртый бой Динислама прошёл в рамках турнира Fight Nights — Fight Club 2 декабря 2014 года. Динислам Камавов одержал очередную победу над своим соперником Дмитрием Подивиловым сабмишном (Rear-Naked Choke).
Следующий бой прошёл на турнире Fight Nights — Fight Club 5 2 апреля 2015 года, где Динислам одержал победу над соперником Абдулмеджидом Магомедовым сабмишном (Rear-Naked Choke).
Шестой по счету бой Динислама провёл в рамках турнира Fight Nights — Battle of Moscow 19 против Султана Абдуразакова, который закончился ничьей. По итогам трех раундов судьи так и не смогли выявить победителя.
В седьмом бою, который проходил 23 октября 2015 года на турнире EFN — Fight Nights Petersburg, где его соперником был Александр Бутенко, который закончился ничьей. По итогам трех раундов судьи так и не смогли выявить победителя.
Восьмой по счёту бой Камавов провёл в рамках турнира EFN — Fight Nights Global 49 4 июня 2016 года против Ярослава Поборского и одержал досрочную победу техническим нокаутом (Удары).
Девятый бой Динислам провёл на турнире FNG — Fight Nights Global 76 8 октября 2017 года, где победил Заура Каирова сабмишном (Arm-Triangle Choke).
Следующий, десятый бой в карьере Камавова прошёл на турнире The Old Guard Fight Club — Divizion 4 11 ноября 2018 года, где победил Mirza Bekzaat сабмишном (Choke).
Следующим в карьере бойца стал бой на турнире Battle on Volga 10 — Nurmagomedov vs Lima 14 апереля 2019 года, где Динислам одержал победу сабмишном (Choke) над Аманом Абдраймовым.
27 сентября 2019 года Динислам провёл свой двенадцатый профессиональный бой на турнире GFC 17 — Gorilla Fighting 17, где проиграл сопернику Мехди Дакаеву единогласным решением судей.
16 октября 2020 года Динислам провёл свой тринадцатый профессиональный бой на турнире GFC 29 — Gorilla Fighting 29, где на 1:12 минуте 2-го раунда одержал победу сабмишном (Choke) над Санжаром Ажибаевым. Турнир GFC 29 проходил в г. Самара.

## Статистика профессиональных боёв
| Боёв 17  | Побед 13 | Поражений 2 |
| -------- | -------- | ----------- |
| Нокаутом | 5        | 0           |
| Сдачей   | 8        | 1           |
| Решением | 0        | 1           |
| Ничьи    | 2        | 2           |

| Результат | Рекорд | Соперник                | Способ                                              | Турнир                                     | Дата             | Раунд | Время | Место                                             | Примечание |
| --------- | ------ | ----------------------- | --------------------------------------------------- | ------------------------------------------ | ---------------- | ----- | ----- | ------------------------------------------------- | ---------- |
| Победа    | 13-2-2 | Бакытбек Дуйшобай       | Болевой (удушение сзади)                            | Eagle FC 51: Одилов vs. Ермеков            | 10 декабря 2022  | 3     | 2:24  | Атырау, Атырауская область, Казахстан             |            |
| Поражение | 12-2-2 | Рамин Султанов          | Болевой (рычаг колена)                              | Eagle FC 45: Магомедов vs. Гитиновасов     | 18 февраля 2022  | 1     | 2:28  | Москва, Россия                                    |            |
| Победа    | 12-1-2 | Константин Чередниченко | Технический нокаут (удары)                          | AMC Fight Nights & Eagle FC                | 17 сентября 2021 | 1     | 0:58  | Москва, Россия                                    |            |
| Победа    | 11-1-2 | Александр Швабский      | Болевой (удушение плечом)                           | Eagle Fighting Championship 33             | 9 февраля 2021   | 1     | 4:05  | Москва, Россия                                    |            |
| Победа    | 10-1-2 | Санжар Ажибаев          | Болевой (удушение)                                  | Gorilla Fighting Championships 29          | 16 октября 2020  | 2     | 1:12  | Самара, Самарская область, Россия                 |            |
| Поражение | 9-1-2  | Мехди Дакаев            | Единогласное решение                                | Gorilla Fighting Championships 17          | 27 сентября 2019 | 3     | 5:00  | Атырау, Атырауская область, Казахстан             |            |
| Победа    | 9-0-2  | Аман Абдраимов          | Болевой (удушение)                                  | Battle on Volga 10 — Нурмагомедов vs. Лима | 14 апреля 2019   | 1     | 4:58  | Тольятти, Самарская область, Россия               |            |
| Победа    | 8-0-2  | Мирза Бекзаат           | Болевой (удушение)                                  | The Old Guard Fight Club — Divizion 4      | 11 ноября 2018   | 1     | 3:02  | Орехово-Зуево, Московская область, Россия         |            |
| Победа    | 7-0-2  | Заур Каиров             | Технический болевой (удушение ручным треугольником) | FNG — Fight Nights Global 76               | 31 марта 2018    | 2     | 3:21  | Краснодар, Краснодарский край, Россия             |            |
| Победа    | 6-0-2  | Ярослав Поборский       | Технический нокаут (удары)                          | EFN — Fight Nights Global 49               | 4 июня 2016      | 1     | 2:18  | Банска-Бистрица, Банска-Бистрицкий край, Словакия |            |
| Ничья     | 5-0-2  | Александр Бутенко       | Единогласное решение                                | EFN — Fight Nights Petersburg              | 23 октября 2015  | 2     | 5:00  | Санкт-Петербург, Россия                           |            |
| Ничья     | 5-0-1  | Султан Абдуразаков      | Решение                                             | Fight Nights — Battle of Moscow 19         | 11 июня 2015     | 3     | 5:00  | Москва, Россия                                    |            |
| Победа    | 5-0    | Абдулмеджид Магомедов   | Болевой (удушение сзади)                            | Fight Nights — Fight Club 5                | 2 апреля 2015    | 1     | 1:10  | Москва, Россия                                    |            |
| Победа    | 4-0    | Дмитрий Подивилов       | Болевой (удушение сзади)                            | Fight Nights — Fight Club                  | 2 декабря 2014   | 1     | 2:50  | Москва, Россия                                    |            |
| Победа    | 3-0    | Александр Завадский     | Технический нокаут (удары)                          | SFC — Legacy of Sparta 1                   | 14 сентября 2014 | 1     | 2:10  | Зеленоград, Москва, Россия                        |            |
| Победа    | 2-0    | Адилет Муктаров         | Технический нокаут (отказ от продолжения боя)       | MPF — Moscow Open Pankration Cup 2014      | 22 февраля 2014  | 1     | 2:56  | Москва, Россия                                    |            |
| Победа    | 1-0    | Хизри Магомедов         | Технический нокаут (удары)                          | Steel Fist — Steel Fist Cup                | 5 июля 2013      | 2     | 2:49  | Москва, Россия                                    |            |